# Céleste Pion
 (juin 2025).
Motif : Absence de sources
- Archive Wikiwix
- Bing
- Cairn
- DuckDuckGo
- E. Universalis
- Gallica
- Google
- G. Books
- G. News
- G. Scholar
- Persée
- Qwant
- (zh) Baidu
- (ru) Yandex
- (wd) trouver des œuvres sur Wikidata

| 1. | Préciser le motif de la pose du bandeau. | Précisez le motif de la pose du bandeau en utilisant la syntaxe suivante : {{admissibilité à vérifier\|date=juin 2025\|motif=remplacez ce texte par le motif}}                    |
| 2. | Informer les utilisateurs concernés.     | Pensez à avertir le créateur de l'article, par exemple, en insérant le code ci-dessous sur sa page de discussion : {{subst:avertissement admissibilité à vérifier\|Céleste Pion}} |

 (juin 2025).
Si vous disposez d'ouvrages ou d'articles de référence ou si vous connaissez des sites web de qualité traitant du thème abordé ici, merci de compléter l'article en donnant les références utiles à sa vérifiabilité et en les liant à la section « Notes et références ».
Céleste Pion (1964-1966) est une des séries comiques en récits complets lancées par le Journal de Tintin dans les années 1960. Sur un scénario de Jacques Acar et des dessins de Hugo, ces 19 histoires de 4 pages chacune racontent les mésaventures d’un artiste à tout faire, Céleste Pion. Aussi à l’aise en sculpture qu’en peinture ou en quoi que ce soit, il en est pourtant réduit à faire du porte à porte pour décrocher des emplois qui seront prétexte à gags. Si Acar collabore au journal jusqu’à sa mort en 1978, la présence d’Hugo Fonske dans les pages de Tintin se cantonne à la période 1961-1966 car il n'arrive pas à développer une série vedette.

## Tonalité de la bande
Au physique, Céleste Pion est chauve, petit, a des moustaches identiques à celle des chats et un gros nez, comme de coutume dans les bandes humoristiques franco-belges. Pendant longtemps il portera un canotier qui sera progressivement remplacé par un chapeau melon mais n’abandonnera pas son nœud papillon et sera toujours habillé en costume ou en uniforme, selon les épisodes.
Comme l’indique le premier épisode, il demeure avenue Hugo Acar, les noms des créateurs de la série.
La tonalité est ouvertement comique et met en scène les mésaventures de Céleste dans les différents arts et métiers où il tente sa chance.
Il s'agit d'une série mineure, destinée à la frange la plus jeune du lectorat de Tintin.